# Thái Văn A
Thái Văn A (1942 – 2001) là một Anh hùng lực lượng vũ trang nhân dân Việt Nam.

## Tiểu sử
Thái Văn A quê ở xã Trung Hóa, huyện Minh Hóa, tỉnh Quảng Bình. Ông nhập ngũ năm 1962, là đảng viên Đảng Cộng sản Việt Nam từ năm 1965. Trong Chiến tranh Việt Nam, Thái Văn A là chiến sĩ trinh sát trên đảo Cồn Cỏ, nơi bị máy bay và tàu chiến đánh phá ác liệt. Ông làm nhiệm vụ quan sát tại đỉnh 63 trên đồi cao nhất đảo để xác định vị trí máy bay hay tàu chiến đối phương, rồi thông báo cho các đơn vị pháo cao xạ bắn vào mục tiêu. Dù có lúc chân đài quan sát bị gãy, đài bị nghiêng, bản thân nhiều lần bị thương, Thái Văn A vẫn không rời vị trí. Trong ba năm làm nhiệm vụ trên đảo, Thái Văn A đã góp phần cùng đơn vị bắn rơi 20 máy bay Mỹ (riêng tổ trinh sát trực tiếp bắn rơi một chiếc) và xác định các vị trí có bom địch chưa nổ để công binh xử lý (máy bay địch thường trút bom ở đây trước khi về hạ cánh trên tàu sân bay). Tên tuổi của ông gắn liền với hòn đảo này từ xưa đến nay.
Cấp bậc cao nhất của ông trước khi nghỉ hưu là đại tá (năm 1988).

## Vinh danh
Vì những thành tích trong chiến đấu nên Thái Văn A được phong tặng danh hiệu Anh hùng lực lượng vũ trang nhân dân vào năm 1967. Ngoài ra ông còn được tặng thưởng Huân chương Chiến công hạng nhì.
Tên ông được đặt cho một ngọn đồi trên đảo Cồn Cỏ. Năm 2012, tên ông được đặt cho một con đường ở thành phố Đà Nẵng.

## Hình tượng trong văn học nghệ thuật
Thái Văn A được làm đề tài cho một số tác phẩm văn học nghệ thuật như bài hát Thái Văn A đứng đó của nhạc sĩ Văn An, ký sự Chúng tôi ở Cồn Cỏ của nhà văn Hồ Phương.